# 有功村
有功村（いさおむら）は、和歌山県海草郡にあった村。旧名草郡。現在の和歌山市六十谷（むそた）、園部（そのべ）両地区とほぼ一致する範囲を行政区域としていた。1958年（昭和33年）4月1日、和歌山市に合併して消滅。和歌山市合併時、村役場は現在の和歌山市立有功小学校の敷地内にあった。

## 歴史
当地区の中心集落は紀の川下流右岸沿いの河岸段丘上にある。縄文海進時は相当部分が海面下にあった模様であるが、六十谷遺跡（射矢止神社付近）より縄文晩期と思われる土器片が出土している。その後、弥生時代には海水面の後退、紀の川の土砂堆積により平野部が広がり人々の居住が進んでいく。六十谷遺跡からは中期を中心とした土器や石鏃も出土したことから安定した集落が営まれていたことがわかる。六十谷古墳、園部円山古墳、地区のすぐ西にある鳴滝遺跡（巨大倉庫群）の存在は古墳時代当地区に人々の営みがあったことを物語る。古代条里制の遺構も当地区に遺存している。土地私有化が進んだ中世には六十谷荘、園部荘の名が史料に見え、武士の六十谷氏、園部氏もいたもようである。
江戸時代は紀州藩の治政下にあり、「紀伊続風土記」（1839年（天保10年）刊）には、六十谷村は1027石4斗8升1合、153軒、651人、園部村は1200石7斗4升1合、152軒、649人と記されている。
明治時代を迎え、六十谷村、園部村それぞれで村政がされることになる。1889年（明治22年）の町村制実施に際し、和歌山県は六十谷村・園部村と隣接の直川村の3ヶ村で合併して「西葛城村」とするよう強く指導したが、六十谷村・園部村は両村での合併を強く望んで実現させた。県としては新制度での村の適正規模を300 - 500戸と想定していたが、当時両村あわせて320戸あまりだったため、基準ギリギリだったことになる。両村は合併して同年4月1日に有功村が発足した（新村域には旧加納村の一部も含む）。
有功村時代の出来事、歴代村長、財政等については、「和歌山市有功郷土史」（2004年、有功地区公民館発行、中屋博志著）に詳しい。同書にとりあげられている主な出来事は、耕地整理（1910年代）、伝染病発生（1915年、腸チフス）、小作争議（1923年）、阪和電気鉄道敷設、六十谷駅設置、結核療養所設置問題（1934年 - 1938年）、幾度かの水害、紀の川の橋架橋、戦時体制（護阪部隊駐屯、学童疎開受け入れ等）、学校設置、消防団、和歌山市への合併準備等である。
1958年（昭和33年）4月1日に和歌山市への合併を果たし、有功村は消滅した。合併時の人口は2776人。その後、1960年代後半より和歌山市の住宅地として集合住宅などが多く建てられるようになり、上水道の敷設もあって人口増加が著しく、1970年には1万人を超えた。旧有功村役場は合併後は和歌山市役所有功支所として活用されたが、有功小学校の児童増加による拡張のため、支所は少し東に移転した。

### 村名の由来
村の中心部に位置する伊達神社の祭神名を戴いたとされる。伊達神社の祭神は、「五十猛命」、「神八井耳命」である。五十猛命は「日本書紀（第四の一書）」に素戔鳴尊の子として登場し、天降りの時に多くの樹種を持って下り、大八洲の国に植えたため、有功神（いさおしのかみ）と名つけたと記される。なお、五十猛命を祭神とする神社は代表的な伊太祁󠄀曽神社のほか、和歌山市域はじめ全国各地にある。また、伊達神社は延喜式神名帳に掲載されている古くからの神社であるが、12世紀には紀の川の南にあったとの記録があり、現在地に鎮座したのは中世以降とされる。伊達神社は園部地区の産土神として信仰されており（江戸時代には善明寺村、平井村、大谷村も）、六十谷地区の人々とのかかわりは薄い。
現在、和歌山バスの停留所に「有功」がある。これは、1960年代はじめ、当時の和歌山電気軌道のバス路線、六十谷線が開通した際に設定されたものであるが、旧有功村役場のすぐ近くであったことからつけられた停留所名であり、大字名・字名として「有功」が存在したことはない。

### 沿革
- 1889年（明治22年）4月1日 - 町村制の施行により、名草郡園部村・六十谷村および加納村の一部（飛地）の区域をもって発足。
- 1896年（明治29年）4月1日 - 郡の統合により所属郡が海草郡に変更[4]。
- 1958年（昭和33年）4月1日 - 和歌山市に編入。同日有功村廃止。

## 地域

### 警察
- 和歌山東警察署（園部363番地 - 473番地、590番地 - 665番地、1197番地 - 1201番地。ただし、1668番地 - 1677番地は和歌山北警察署）
- 和歌山東警察署有功交番（和歌山市六十谷）

## 交通

### 鉄道路線
- 日本国有鉄道
  - 阪和線
    - 六十谷駅